# Kadettangen

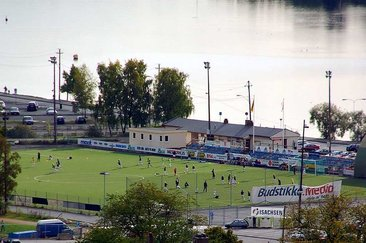
Terrain de football de Kadettangen.

Kadettangen est une petite péninsule située à l'extérieur à Sandvika dans la ville de Bærum en Norvège. D'abord intitulé Sandvikstangen, il a obtenu son nom actuel de l'entraînement des cadets mené par la Norwegian Military Academy pendant la majeure partie du XIXe siècle. La péninsule est maintenant utilisée principalement pour la navigation de plaisance, les activités à la plage et sportives, devenant le terrain du club de football Bærum SK.

## Géographie et histoire
La péninsule est située légèrement au sud de la ville de Sandvika, à la sortie de la rivière Sandvikselva sur la rive opposée de Kjørbo.
Elle était autrefois un champ cultivé sous le manoir de Kjørbo et a été d'abord nommé Sandvikstangen. Entre 1820 et 1825, la Norwegian Military Academy commence à l'utiliser comme un bivouac pour l'entraînement d'été des cadets, d'où le changement de nom. La Norwegian Military Academy achète la zone en 1869 mais dans les années 1890, il était devenu trop petit pour des exercices militaires. La Norwegian Military Academy l'a quitte en 1896 et après quelques années d'utilisation par Hans Majestet Kongens Garde, il a été loué par la municipalité de Bærum en 1902, et l'achète finalement en 1916. Lorsque la municipalité a repris la péninsule, des parties de Kadettangen sont utilisés comme un terrain de jeu ; des stades pour le sport organisé sont construits plus tard. L'usage militaire est de retour brièvement pendant l'occupation de la Norvège par l'Allemagne nazie entre 1940 et 1945.
L'extrême sud de Kadettangen est maintenant utilisé pour les loisirs, avec sa place et ses installations de beach-volley. La plage est construite dans les années 1930. En outre, en raison des problèmes importants d'altitude et d'inondations, la péninsule est renforcée avec des digues. La pratique du remplissage autour de Kadettangen continue à ce jour, avec des propositions visant à accroître la superficie des terres avec du matériel à partir des restes de l'excavation du Løkkeås Tunnel qui faisait partie de la route nationale norvégienne 164,.

## Sports
La partie nord de Kadettangen est utilisé pour le sport. Un terrain de pelouse artificielle avec une tribune le long de la ligne de touche sert de terrain au club de football Bærum SK. Le record de fréquentation a été de 1 819 personnes lors d'un match de Coupe de Norvège de football en 2004 quand Bærum SK bat Vålerenga dans le troisième tour. Le siège du club, construit en 1984, est situé dans un bâtiment adjacent qui est partagé avec le club de l'athlétisme et de course d'orientation IL Tyrving. Bærum SK a également un stade couvert de football, le Bærumshallen, qui est utilisé pour des expositions et des ventes en plus des sports. Le site du stade intérieur est utilisé pour trois matches de hockey sur glace lors des Jeux olympiques d'hiver de 1952. Les autres activités antérieures du terrain de sport sont  le patinage de vitesse, le bandy et le speedway. En 2009, le président de Bærum SK Jan Erik Aalbu suggère que le stade soit renommé le Sandvika stadion.
En plus, le club d'aviron Bærum RK, fondé en 1917, déplace son siège de Kalvoya d'Kadettangen en 1925. Cela dure jusqu'en 1936, quand ils ont vendu le siège en raison de problèmes financiers et qu'elle a été déplacé sur l’îlot minuscule de Danmark. La localité est également utilisée pour des revues.
L'ancien maire de Bærum, Gunnar Gravdahl du parti conservateur a déclaré que les installations sportives doivent être enlevés et remplacés par des bains publics. Son successeur, le maire et collège du même parti Odd Reinsfelt dénonce l'idée, déclarant qu'il n'y avait aucun emplacement de remplacement viable pour les activités sportives.

## Transport

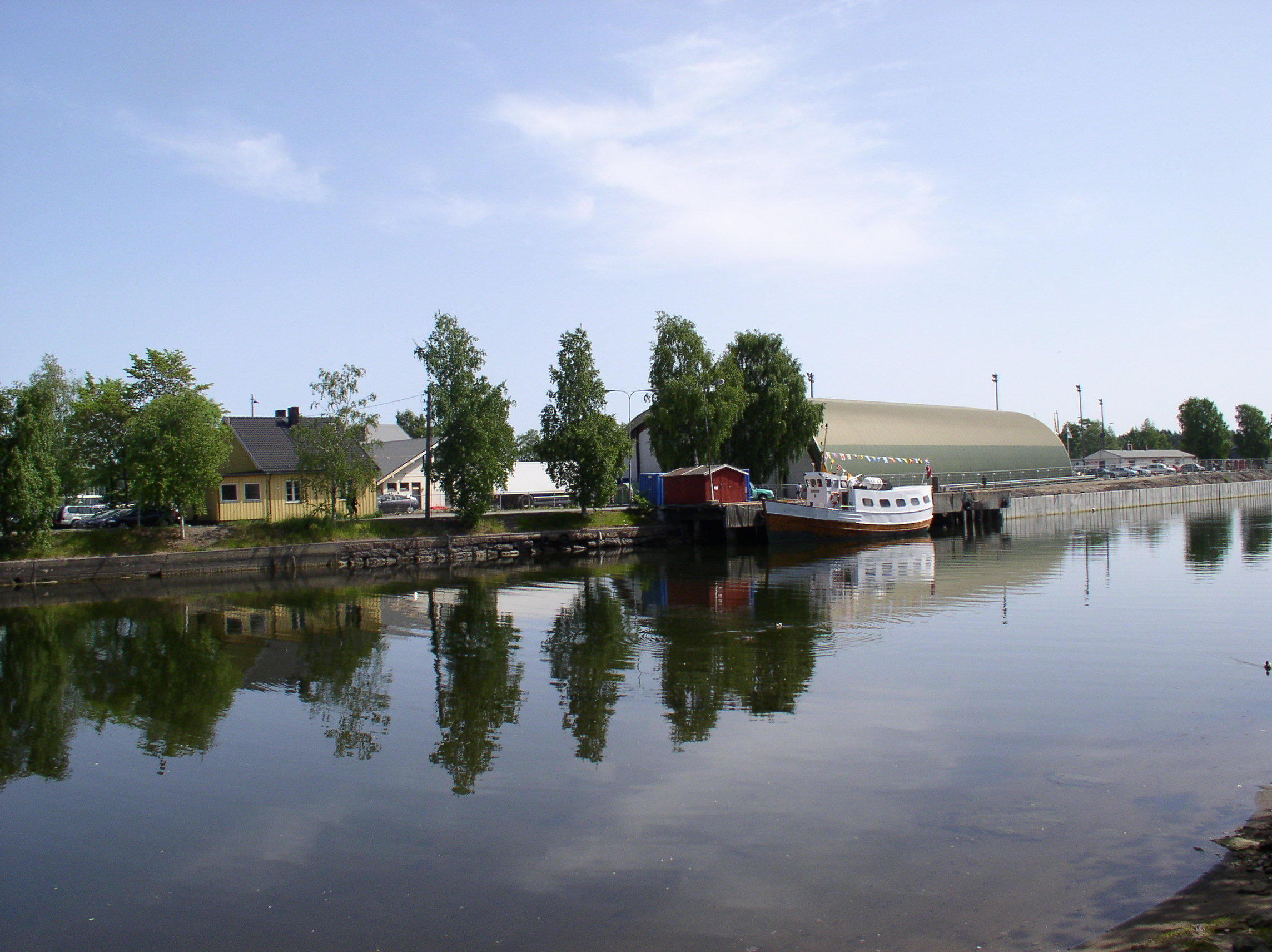
Le navire Rigfar à Kadettangen. Le grand bâtiment dans le fond est le Bærumshallen.

Kadettangen est un point de départ pour le voyage d'île en île dans la section locale du fjord d'Oslo. La compagnie Sandvika Fjordturer opère à partir d'un bureau à Kadettangen, et ses deux navires, le Rigmor et le Rigfar sont à quai sur la rive ouest de la péninsule. Depuis 1963, Kadettangen est également reliée à l'île de Kalvøya par un pont. Sur la rive est, il y a un port pour les navires de taille moyenne.
En ce qui a trait aux transports publics, Kadettangen est desservie par les lignes 705 et 706 du réseau de bus Ruter avec la station de bus est intitulé Sandvika rådhus. La gare la plus proche est à Sandvika. La route européenne 18 traverse Sandvika qui sépare plus ou moins Kadettangen de la ville.